# 有働佳史
有働 佳史（うどう よしふみ、1984年10月28日 - ）は、コマーシャル・日本のドラマ・映画・舞台の企画・脚本・演出・監督。

## 略歴
熊本県荒尾市出身。
熊本県立玉名高等学校を経て、2007年早稲田大学社会科学部卒業。大学在学中にフジテレビ主催「ヤングシナリオ大賞」に初めて書いた脚本を応募し、最終選考に残った事をきっかけに脚本を本格的に書き始める。
映像にも興味を持ち、大学卒業後はCM制作会社「仲畑広告映像所」（現・ドラゴン東京）に入社、制作業務に携わり、その後2012年フリーに転身。現在は、CMの企画・演出、映画・ドラマの脚本・監督を生業としている。

## 作品

### 企画・脚本・監督
- レッドはツラいよ!!（2013年12月5日 - 26日、NHK）
- 私の部下は50歳（2014年4月1日 - 24日、NHK Eテレ）
- 逆に聞こう！なぜ唄わない？ Eテレ・ジャッジ（バトル1)（2015年5月7日、NHK Eテレ）

### 脚本・監督
- 面白南極料理人（2019年1月12日 - 3月30日、テレビ大阪）
- 愛しのナニワ飯（2019年7月6日、テレビ大阪）
- ホーム・スイート東京（HOME SWEET TOKYO）シーズン3[2]（2020年1月11日 - 18日、NHK総合/NHK WORLD/NHKBSプレミアム）
- 働かざる者たち（2020年8月26日 - 、テレビ東京 / 同日 - 9月30日、Paravi）
- おしゃれの答えがわからない（2021年2月28日 - 、日本テレビ）
- 藤子・F・不二雄 SF短編ドラマ「流血鬼」「イヤなイヤなイヤな奴」（2023年4月30日・6月11日、NHK BSプレミアム）
- 家族写真〜私と母と義父と、少しだけ父の話〜（2025年4月7日 - 5月31日、TRAIN TV）

### 監督
- 整理整頓コメディー わたしのウチには、なんにもない。（2016年2月6日 - 3月12日、NHK BSプレミアム）
- 賭けからはじまるサヨナラの恋（2023年7月20日-、U-NEXT）
- スナック女子にハイボールを（2024年4月5日 - 6月7日、中京テレビ）
- ライブマニア（2025年3月22日、3月29日、中京テレビ）

### 脚本
- 週末オトコ温泉同行会（2020年1月25日、テレビ大阪）
- それでも私は旅がしたい。今だからこその旅スタイル[3]（2020年9月22日、テレビ大阪）

### 映画
- 女優は泣かない　企画・脚本・監督(2023年12月)

### CM
- 京都銀行　企業 CM「京銀川柳劇場」　企画・演出
- 森永乳業 企業 CM「輝く笑顔」　企画・演出
- ニフティ CM「ニフティなんとか」　企画・演出
- Smart HR CM「スマートなんとか」　企画・演出
- 日本食研 CM「大袈裟な男」　企画
- クレディセゾン「落としたコイン」　演出（TAA2021グランプリ）
- クレディセゾン「セゾンの木曜日」　企画・演出

### WEB
- クレディセゾン「スナックセゾン」全 5 話　企画・脚本・演出
- 花王「三十路のマリー」全 3 話　脚本・演出
- 環境省 COOLCHOICE「クールな鍋パ」　演出
- 三菱 UFJ 銀行「娘は何か隠してる」　脚本・演出
- 伊豆箱根鉄道「伊豆箱根の 13 人」　企画・脚本・演出

### MV
- どぶろっく「農夫と神様〜大きなイチモツ〜」　演出

### 舞台
- 結婚なんて、クソくらえっ！　企画・脚本・演出　2017年2月：渋谷カルチャーカルチャー
- 何はともあれ、聴いてください！　脚本・演出　2017年8月：銀座博品館劇場
- 女女女女嘘女女女女　企画・脚本　2019年6月：中目黒キンケロシアター
- デジタル劇場　企画・脚本・総合演出　第一回、第二回2020年：本多劇場／LINE LIVE生配信　第三回2021年：博品館劇場

### 小説
- 女優は泣かない　2023年11月